# Aberfan
Aberfan es una localidad situada en el condado de Merthyr Tydfil, en Gales (Reino Unido), con una población estimada a mediados de 2016 de 3526 habitantes. Se encuentra ubicada al sur de Gales, a poca distancia al norte de Cardiff y del canal de Bristol. Esta comunidad es tristemente recordada por la catástrofe de Aberfan en la que murieron 144 personas (116 niños y 28 adultos).